# Erich Zielke
Erich Zielke es un deportista de la RDA que compitió en judo. Ganó dos medallas en el Campeonato Europeo de Judo en los años 1959 y 1962.

## Palmarés internacional
| Campeonato Europeo | Campeonato Europeo | Campeonato Europeo | Campeonato Europeo |
| Año                | Lugar              | Medalla            | Categoría          |
| ------------------ | ------------------ | ------------------ | ------------------ |
| 1959               | Viena (Austria)    | Medalla de bronce  | –68 kg             |
| 1962               | Essen (RFA)        | Medalla de plata   | –68 kg (A)         |